# Zhang Peijun
Zhang Peijun (kinesiska: 张佩君), född den 29 april 1958, är en kinesisk handbollsspelare.
Hon tog OS-brons i damernas turnering i samband med de olympiska handbollstävlingarna 1984 i Los Angeles.